# To Bart or not to Bart
To Bart or not to Bart (France) ou Contes du domaine public (Québec) (Tales from the Public Domain) est le 14e épisode de la saison 13 de la série télévisée d'animation Les Simpson.

## Synopsis
Homer reçoit une facture de la bibliothèque pour lui rappeler qu'il a emprunté un livre, il y a 10 ans, sans l'avoir rendu. Avant de le rendre, la famille lit quelques histoires telles que L'Odyssée d'Homère, L'Histoire de Jeanne d'Arc, ou bien Hamlet de Shakespeare. On peut voir les personnages principaux de la série incarner des personnages historiques.